# Grewia concolor
Grewia concolor är en malvaväxtart som beskrevs av Elmer Drew Merrill. Grewia concolor ingår i släktet Grewia och familjen malvaväxter. Inga underarter finns listade i Catalogue of Life.